# Lewisburg (Virginie-Occidentale)
Pour les articles homonymes, voir Lewisburg.
La ville de Lewisburg est le siège du comté de Greenbrier, situé dans l’État de Virginie-Occidentale, aux États-Unis. Sa population s’élevait à 3 830 habitants lors du recensement de 2010, estimée à 3 831 habitants en 2018.

## Histoire
La ville était autrefois appelée Fort Savannah. Elle doit son nom au général Andrew Lewis (en), qui y prépara la bataille de Point Pleasant.

## Démographie
| Groupe            | Lewisburg | Virginie-Occidentale | États-Unis |
| ----------------- | --------- | -------------------- | ---------- |
| Blancs            | 90,6      | 93,9                 | 72,4       |
| Noirs             | 5,4       | 3,4                  | 12,6       |
| Asiatiques        | 1,9       | 0,7                  | 4,8        |
| Métis             | 1,4       | 1,5                  | 2,9        |
| Autres            | 0,5       | 0,4                  | 6,2        |
| Amérindiens       | 0,3       | 0,2                  | 0,9        |
| Total             | 100       | 100                  | 100        |
|                   |           |                      |            |
| Latino-Américains | 1,6       | 1,2                  | 16,7       |

Selon l’American Community Survey, pour la période 2011-2015, 96,69 % de la population âgée de plus de 5 ans déclare parler l'anglais à la maison, 1,39 % déclare parler l'espagnol, 1,25 % une langue chinoise et 0,68 % une autre langue.